# Micropholis longipedicellata
Micropholis longipedicellata är en tvåhjärtbladig växtart som beskrevs av Aubrev. Micropholis longipedicellata ingår i släktet Micropholis och familjen Sapotaceae. Inga underarter finns listade i Catalogue of Life.